# Ваджазлинг

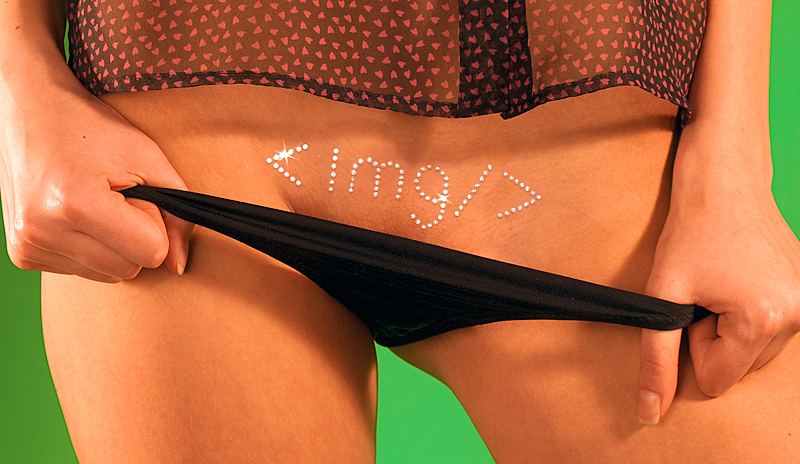
Вариант ваджазлинга в виде HTML-тега

Ваджазлинг (англ. vajazzle, от vagina — вагина и bedazzle — ослеплять блеском) — украшение линии бикини (лобковой части тела) женщины блеском, стразами или драгоценными камнями, путём приклеивания на косметический клей. Используется как украшение, и как изюминка в сексуальных отношениях.
Термин «vajazzling» был использован актрисой Дженнифер Лав Хьюитт в телеинтервью в январе 2010 года. Также может встречаться «vagazzling».
Проводится как в косметических салонах, так и в домашних условиях. Наносится на кожу после полной эпиляции волос воском или другим способом.
Ваджазлинг открывает широкое поле для творчества. Это может быть узор любой сложности, имя любимого человека, забавное слово или тематическая символика.
Ваджазлинг может вызвать заражение инфекцией, если сделан неумело и некачественно.